# Final da Copa do Mundo de Ginástica Artística de 1990
A oitava Final da Copa do Mundo de Ginástica Artística foi realizada na cidade de Bruxelas, na Bélgica, em 1990 e contou com as provas do individual geral masculino e feminino.

## Medalhistas
| Evento           | Ouro                | Prata                   | Bronze              |
| ---------------- | ------------------- | ----------------------- | ------------------- |
| Masculino        |                     |                         |                     |
| Individual geral | URS Valeri Belenki  | URS Vitaly Scherbo      | CHN Li Jing         |
| Feminino         |                     |                         |                     |
| Individual geral | URS Tatiana Lysenko | URS Svetlana Boginskaya | HUN Henrietta Onodi |

## Quadro de medalhas
| Ordem | País            | Medalha de ouro | Medalha de prata | Medalha de bronze | Total |
| ----- | --------------- | --------------- | ---------------- | ----------------- | ----- |
| 1     | União Soviética | 2               | 2                |                   | 2     |
| 2     | China           |                 |                  | 1                 | 1     |
| 2     | Hungria         |                 |                  | 1                 | 1     |
| TOTAL | TOTAL           | 2               | 2                | 2                 | 6     |